# Wapen van Belœil
Het wapen van Belœil is het heraldisch wapen van de Henegouwse gemeente Belœil. Het eerste wapen werd op 5 maart 1954 aan de gemeente Belœil toegekend en een nieuwe wapen werd op 18 december 1991 aan de fusiegemeente Belœil toegekend.

## Geschiedenis
Als nieuw gemeentewapen voor de in 1977 opgerichte fusiegemeente Belœil, die was ontstaan uit de samenvoeging van de gemeenten Belœil, Aubechies, Basècles, Ellignies-Sainte-Anne, Quevaucamps, Ramegnies, Stambruges (sinds 1964 zelf een fusiegemeente), Thumaide en Wadelincourt, werd gekozen voor het wapen van de familie de Ligne, die het kasteel van Belœil als stamslot hadden én hebben. In 1602 waren de heerlijkheden van Beloeil, Ellignies en Stambruges, inclusief hun aanhorigheden, bovendien door Albrecht en Isabella ten gunste van Lamoraal I van Ligne tot onverdeelbaar prinsdom verheven. Hiermee heerste het huis de Ligne dus over het merendeel van het grondgebied van de nieuwe fusiegemeente.
Voor de fusie voerde de gemeente Belœil een wapen dat bestond uit twee schilden, het heraldisch rechtse schild dat van de familie de Ligne-Fauquembergues, het heraldisch linkse schild dat van de familie de Moriamez-Bailleul, waaraan Sint-Pieter - de patroonheilige van de gemeente - werd toegevoegd als schilddrager.

## Blazoenering
De eerste blazoenering van het wapen luidde als volgt:

Deux écus géminés: le premier écartelé: aux 1 et 4 d'or à la bande de gueules; aux 2 et 3, d'azur à la fasce d'or; le second de vair à deux chevrons de gueules. Les deux écus posés devant un saint Pierre d'or.
Twee schilden naast elkaar: het eerste gevierendeeld: 1 en 4 van goud met een schuinbalk van keel, 2 en 3, van azuur met een dwarsbalk van goud; het tweede van vair met twee kepers van keel. De twee schilden zijn geplaatst voor een Sint-Pieter van goud.
— Koninklijk Besluit van 5 maart 1954.

De huidige blazoenering is:

D'or à la bande de gueules.
Van goud met een schuinbalk van keel.
— Ministerieel Besluit van 18 december 1991.